# Емчук, Елена
Елена Емчук (англ. Yelena Yemchuk, род. 22 апреля 1970, Киев) — американский фотограф, художница и режиссёр украинского происхождения, известная сотрудничеством с The Smashing Pumpkins.

## Ранняя жизнь
Родилась в Киеве (Украина) в семье спортсмена и учительницы. Её семья переехала в Бруклин, когда Елена была подростком. В детстве Емчук часто проводила лето в рекреационном районе Киева под названием Гидропарк, впоследствии ставшим источником вдохновения для её одноимённой книги 2011 года. Емчук описывает эту территорию как «советскую версию Кони-Айленда» — леса и набережные района превращаются в детскую площадку.
Окончила школу дизайна имени Парсона в Нью-Йорке и в колледж дизайна ArtCenter в Пасадене, Калифорния.

## Карьера
Емчук долгое время сотрудничала с рок-группой The Smashing Pumpkins. Она режиссировала видеоролики для песен «Zero» и «Thirty-Three», а также занималась художественным оформлением альбомов Adore и связанным с нем синглов. Сделанные ей фотографии были включены в буклет мини-альбома Zero, сборник The Aeroplane Flies High и компиляцию Rotten Apples. Помимо этого она курировала художественное направление пластинки Machina/The Machines of God, и снялась в клипе на один из его синглов «Stand Inside Your Love». Емчук также сотрудничала с Savage Garden и Руфусом Уэйнрайтом. Подборка её фотографий была представлена в каталоге Urban Outfitters.
Персональная выставка Емчук прошла в Dactyl Foundation. Согласно описанию организаторов, её картины «отражают уникальный сюрреалистический подход к искусству с сатирическими мотивами и восточноевропейским влиянием».
С 1997 года Емчук тесно сотрудничала с различными модными домами. Её фотографии публиковалась в итальянском и японском Vogue, The New Yorker и W. Также она снимала рекламные ролики для Kenzo, Cacharel и Dries Van Noten.
Начиная с 1995 года (до 2003-го) находилась в близких отношениях с Билли Корганом (фронтменом The Smashing Pumpkins). Емчук является автором обложки его книги Blinking with Fists.
В 2011 году Елена опубликовала книгу «Гидропарк» (англ. Gidropark), которая демонстрирует её более личную сторону (учитывая, что большая часть её деятельности вращается вокруг фотографии для глянцевых журналов). Фотографии, опубликованные в книге, были сделаны в период с 2005 по 2008 годы. В 2021 году принимала участие в работе над фильмом Mabel, Betty and Bette, в котором исследуются «женские архетипы Золотого века Голливуда».

## Личная жизнь
Емчук имеет двух дочерей от актёра Эбона Мосс-Бакрака, наиболее известного по участию в сериале «Медведь». Семья проживает в Бруклине.